# Micrurus paraensis
Micrurus paraensis este o specie de șerpi din genul Micrurus, familia Elapidae, descrisă de Da Cunha și Nascimento 1973. A fost clasificată de IUCN ca specie cu risc scăzut. Conform Catalogue of Life specia Micrurus paraensis nu are subspecii cunoscute.